# 7. junij
7. junij je 158. dan leta (159. v prestopnih letih) v gregorijanskem koledarju. Ostaja še 207 dni.

## Dogodki
- 1099 – križarji prispejo do Jeruzalema; 10. junija začnejo z napadom in 15. junija jim ga uspe zavzeti
- 1494 – španski in portugalski odposlanci na srečanju v Tordesillasu potrdijo razmejitev med imperijema v Novem svetu na 46°30' zahodno od Greenwicha
- 1654 – Ludvik XIV. okronan za francoskega kralja
- 1692 – potres in cunami uničita Port Royal na Jamajki
- 1832 – azijska kolera, ki jo irski priseljenci prinesejo v Québec, zahteva približno 6.000 žrtev
- 1862 – Združeno kraljestvo in ZDA skleneta sporazum o prizadevanju za odpravo suženjstva po vsem svetu
- 1863 – Francozi vkorakajo v Ciudad de México
- 1905 – Norveška razglasi prekinitev zveze s Švedsko
- 1929 – Vatikan postane suverena država
- 1940 – norveški kralj Haakon VII., kronski princ Olaf in norveška vlada se iz Tromsøja umaknejo v London
- 1941 – Nemci iz Slovenske Bistrice odpeljejo prvi transport Slovencev v Srbijo
- 1942:
  - zmaga ZDA pri Midwayu
  - Japonci se izkrcajo na Aleutskih otokih
- 1944:
  - Leopold III. in družina je deportirana v Tretji rajh
  - pokol v Tullu
- 1945 – norveški kralj Haakon VII. se vrne v Oslo
- 1948 – Edvard Beneš odstopi s položaja češkoslovaškega predsednika, da mu ne bi bilo treba podpisati komunistične ustave
- 1975 – ZDA opustijo še zadnje letalsko oporišče na Tajvanu
- 1981 – izraelska vojaška letala uničijo iraški jedrski reaktor Osiraq
- 1989 – surinamski DC-8 strmoglavi blizu letališča v Paramaribu, življenje izgubi 168 ljudi
- 1992 – atentat na slovenskega dobrotnika in politika Ivana Krambergerja

## Rojstva
- 1529 – Étienne Pasquier, francoski pravnik, pisatelj († 1615)
- 1761 – John Rennie, škotski inženir († 1821)
- 1828 – Boris Nikolajevič Čičerin, ruski zgodovinar, filozof († 1904)
- 1848 – Paul Gauguin, francoski slikar († 1903)
- 1879 – Knud Rasmussen, danski (grenlandski) polarni raziskovalec († 1933)
- 1886 – Henri Marie Coandă, romunski inženir († 1972)
- 1896 – Imre Nagy, madžarski politik († 1958)
- 1909 – Jessica Tandy, ameriška filmska igralka († 1994)
- 1917 – Gwendolyn Brooks, ameriška pesnica († 2000)
- 1929 – John Napier Turner, kanadski predsednik vlade
- 1930 – Robert K. Grasselli, ameriško-slovenski fizikalni kemik († 2018)
- 1931 – Malcolm Morley, britansko-ameriški slikar
- 1940 – Tom Jones, valižanski pevec
- 1943 – Nikki Giovanni, ameriški pesnik
- 1945 – Wolfgang Schüssel, avstrijski predsednik vlade
- 1951 – Bogomil Ferfila, slovenski ekonomist, politolog, univerzitetni profesor, potopisec in publicist
- 1954 – Jan Theuninck, belgijski slikar in pesnik
- 1964 – Armin Assinger, avstrijski smučar
- 1969 – Florence Ferrari, francoska diplomatka
- 1981 – Ana Kurnikova, ruska tenisačica
- 1987 – Steven Kruijswik, nizozemski kolesar
- 1996 – Jackie Gowler, novozelandski veslač
- 2000 – Toni Vodišek, slovenski jadralec
- 2001 – Zala Meršnik, slovenska jadralka

## Smrti
- 1250 – Viclav I., knez Rügena ¨(* 1180)
- 1263 – Bonifacij Savojski, grof Savoje (* 1244)
- 1329 – Robert Bruce, škotski kralj (* 1274)
- 1337 – Gwenllian ferch Llywelyn, valižanska princesa, ujetnica, hčerka Llywelyna Zadnjega (* 1282)
- 1337 – Vilijem I., grof Hainauta, Holandije (III.), Zeelandije (II.), Avesnesa (III.) (* 1286)
- 1341 – Al-Nasir Muhamad, mameluški sultan Egipta (* 1285)
- 1358 – Ašikaga Takauči, japonski šogun (* 1305)
- 1394 – Ana Luksemburška, angleška kraljica (* 1366)
- 1492 – Kazimir IV. Poljski, veliki litovski knez  in poljski kralj (* 1427)
- 1654 – Giovambattista Andreini, italijanski gledališki igralec (* 1579)
- 1660 – Jurij II. Rákóczi, transilvanski knez (* 1621)
- 1821 – Tudor Vladimirescu, romunski revolucionar (* okrog 1780)
- 1840 – Friderik Viljem III., pruski kralj (* 1770)
- 1848 – Visarjon Grigorjevič Belinski, ruski literarni kritik, publicist in filozof (* 1811; po julijanskem koledarju 26. maja)
- 1866 – Seattle, poglavar indijanskih plemen Suquamish in Duwamish (* približno 1780)
- 1910 – Goldwin Smith, angleški zgodovinar, novinar (* 1823)
- 1940 – Gregorij Perušek, slovensko-ameriški slikar (* ?)
- 1945 – Kitaro Nišida, japonski filozof (* 1870)
- 1954 – Alan Turing, angleški matematik, računalnikar (* 1912)
- 1966 – Jean Arp, alzaški (francoski) kipar, slikar, pesnik (* 1886)
- 1967 – Dorothy Parker, ameriška pisateljica, pesnica (* 1893)
- 1969 – Josip Ribičič, slovenski pisatelj, dramatik (* 1886)
- 1970 – Edward Morgan Forster, angleški pisatelj (* 1879)
- 1980 – Henry Miller, ameriški pisatelj (* 1891)
- 1992 – Ivan Kramberger, slovenski dobrotnik, politik (* 1936)
- 1993 – Dražen Petrović, hrvaški košarkar (* 1964)
- 2006 – Abu Musab al Zarkavi, jordanski terorist (* 1966)
- 2014 – Jurij Gustinčič, slovenski novinar (* 1921)
- 2015 – Christopher Lee, britanski igralec in glasbenik (* 1922)

## Prazniki in obredi
- dan slovenskih izgnancev